# Telesto operculata
Telesto operculata is een zachte koraalsoort uit de familie Clavulariidae. De koraalsoort komt uit het geslacht Telesto. Telesto operculata werd in 1961 voor het eerst wetenschappelijk beschreven door Bayer. 